# Харвуд, Фрэнсис
Фрэнсис Харвуд (англ. Francis Harwood; 1727 — 1783) — британский скульптор, работавший в Италии.

## Биография

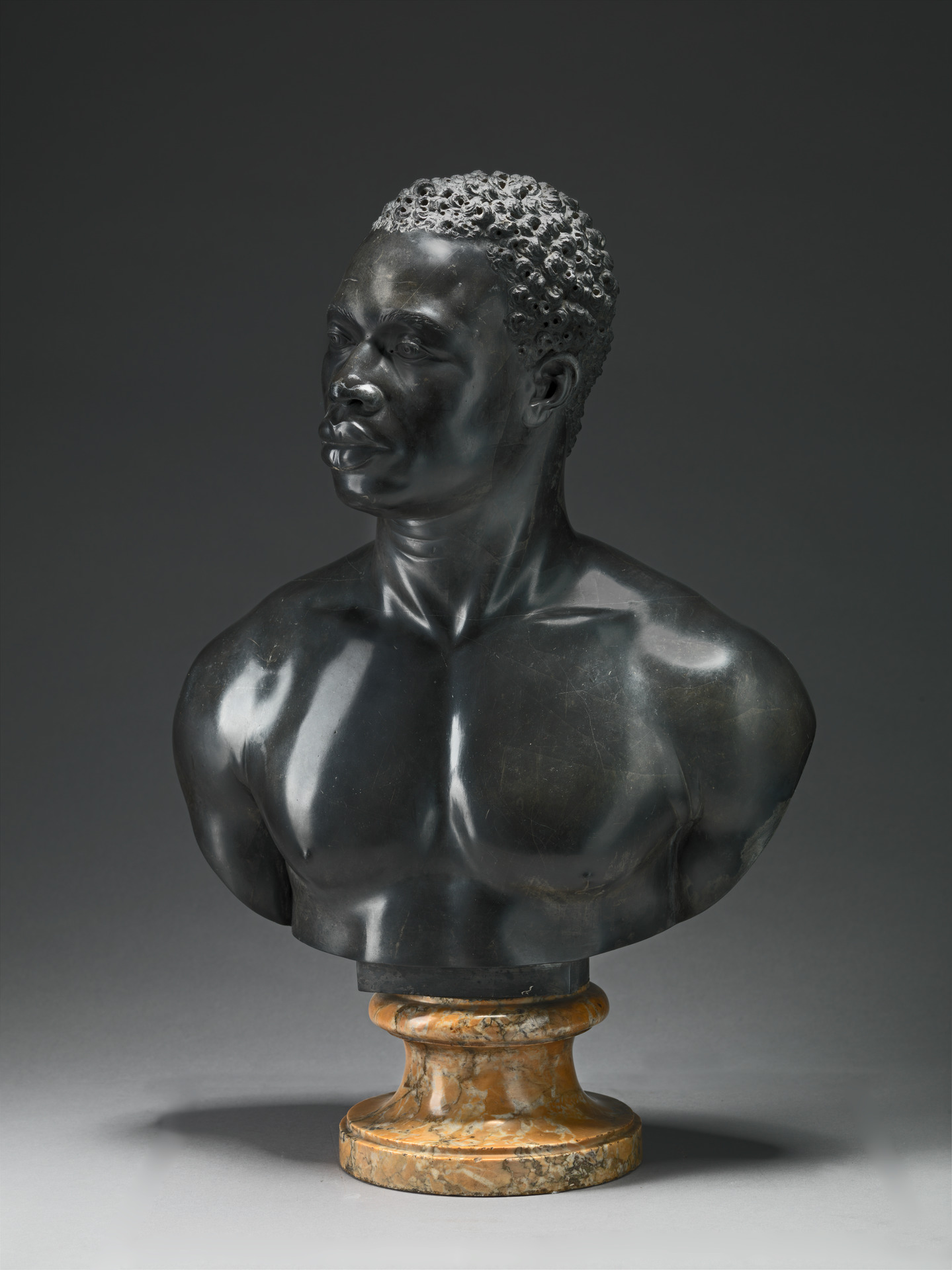
Бюст чернокожего. Йельский центр британского искусства, Йельский университет, США.

Будущий скульптор родился в Великобритании в 1727 году. Там же, вероятно, были выполнены его первые работы, в частности, бюст Фаустины (1748), который сегодня хранится в замке Эшби. Из Британии Харвуд переехал во Флоренцию, где и остался. Там он много работал по заказам британских аристократов, совершавших свой Гран-тур, маршрут которого почти непременно пролегал через столицу Тосканы. Другими его заказчиками были суверенные правители Тосканы: для них, он, в частности, выполнил несколько скульптур для флорентийской Триумфальной арки и для садов Боболи. 
В 1755 году Харвуд стал членом Флорентийской академии художеств. Манеру Харвуда-скульптора отличали смелые эксперименты с мрамором разных цветов. Он также известен созданием реалистичного и портретного, выполненного с явным вниманием к модели, бюста чернокожего мужчина — одного из первых в британской скульптуре.